# Tokitenkū Yoshiaki
Tokitenkū Yoshiaki (時天空 慶晃 en japonés, nacido como Altangadasyn Khüchitbaatar (Алтангадасын Хүчитбаатар en mongol) el 10 de septiembre de 1979 en Töv, Mongolia; y fallecido el 31 de enero del 2017) fue un luchador de sumo. Hizo su debut profesional en el 2002, alcanzando la división makuuchi solo dos años más tarde. El rango más alto que alcanzó fue el de komusubi, que obtuvo en tres ocasiones distintas, pero nunca lo mantuvo por más de un torneo. Ganó 1 gino-shō. Luchó para la Tokitsukaze beya y adquirió la nacionalidad japonesa en el 2014. Tokitenkū fue diagnosticado con leucemia en 2015 y se retiró del sumo en el 2016 para convertirse en oyakata; fue el primer rikishi mongol en adquirir el derecho de permanecer en la Asociación de Sumo del Japón como oyakata después de su retiro como luchador en activo. Murió en enero del 2017.

## Primeros años e inicios en el sumo
Nació en Töv, Mongolia, Tokitenkū era hijo de un luchador mongol, que alcanzó un rango equivalente al de komusubi en la lucha mongola. Primero vino a Japón en marzo del 2000 para estudiar en la Universidad de Agricultura de Tokio, habiendo aplazado sus estudios en la Universidad Estatal de Agricultura de Mongolia. Aunque se unió al club de sumo de la universidad y ganó los campeonatos universitarios por debajo de los 100 kilos en su primer año, pensó originalmente a volver a Mongolia para enseñar lo que había aprendido sobre la administración agrícola y la tecnología del alimento en Japón. Sin embargo, se inspiró para entrar en el sumo profesional viendo a los luchadores activos Asashōryū y Asasekiryū, con quienes había practicado judo cuando era adolescente en Ulán Bator. Se unió a la Tokitsukaze beya cuando estaba en su segundo año de universidad, justo antes de alcanzar el límite de edad superior a los 23 años establecido por la Asociación de Sumo del Japón.  Se graduó de la Universidad de Agricultura de Tokio en marzo del 2004.

## Carrera
Al ingresar le fue dado el shikona de Tokitenkū, una referencia al cielo claro de Mongolia. Comenzó su carrera en julio del 2002, ganando todos sus primeros 22 combates oficiales y ganando 3 títulos de división consecutivos en el proceso. Era la tercera persona que lograba la hazaña de 3 títulos consecutivos, y sus 22 victorias consecutivas marcaron un expediente como el cuarto más alto, solo superado por Jōkōryū con 27, e Itai y Tochiazuma II con 26 quienes tienen una larga racha más invicta al entrar en el sumo profesional. Progresó y ascendió a jūryō en marzo del 2004, y solo dos torneos después ascendió a makuuchi. Le tomó solamente 12 torneos desde su debut profesional en ascender a la máxima división, que en ese momento era el ascenso más rápido desde que fuera establecido el formato de seis torneos por año en 1958.

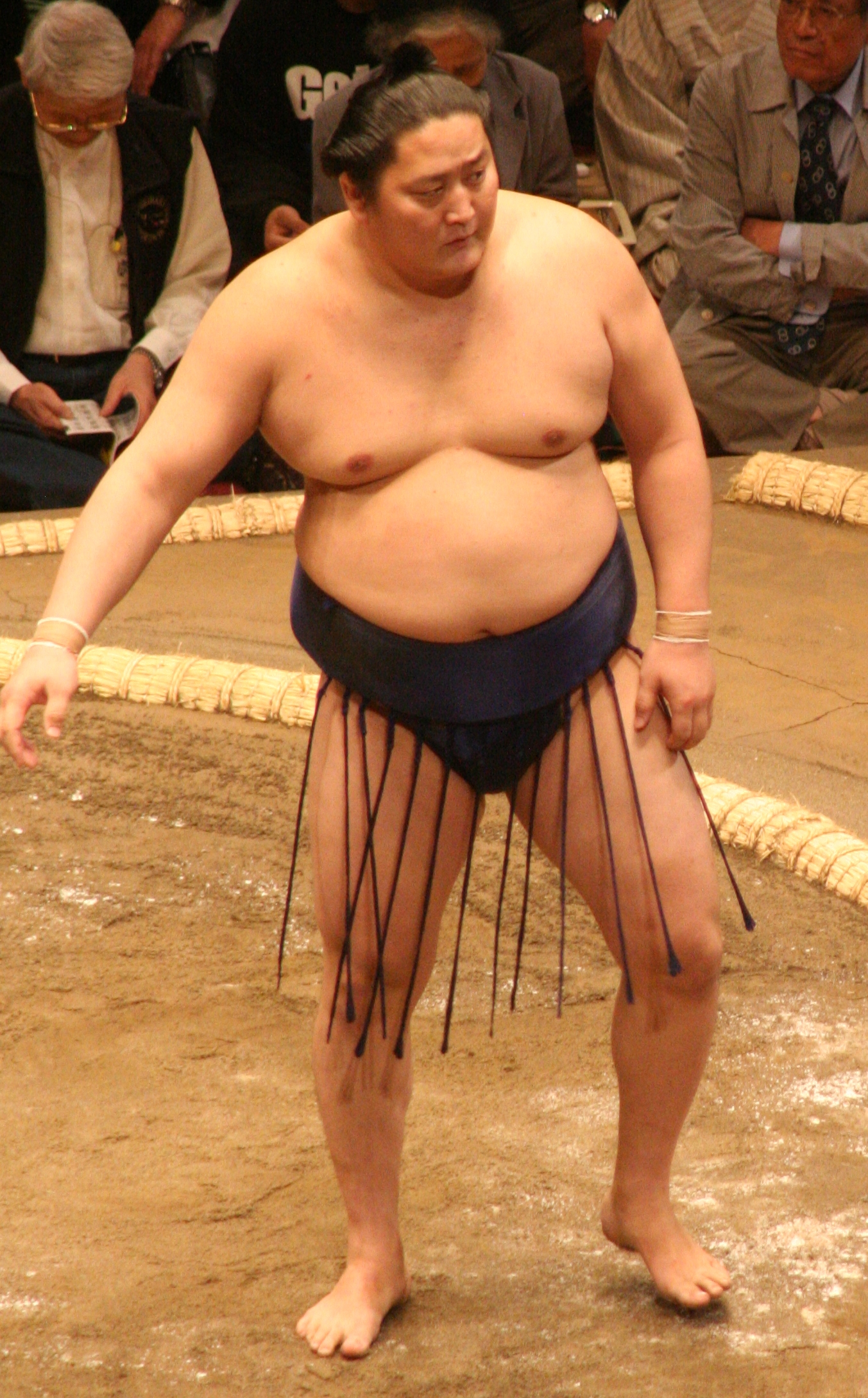
Tokitenkū en mayo del 2009.

Al principio no pudo mantenerse en makuuchi, descendiendo a jūryō dos veces, pero un resultado de 10 - 5 en noviembre del 2005 le permitió obtener el grado de maegashira 1 oeste, así como el premio de técnica. Hizo su debut en el sanyaku en el grado de komusubi, en donde derrotó al yokozuna Asashōryū en el primer día, pero se perdió otro premio especial al obtener un resultado de 7 - 8. Recuperó el grado de komusubi en julio del 2007, pero de nuevo obtuvo un resultado de 7 - 8. En el 2008 obtuvo puros make-koshi (finalizar un torneo con más derrotas que victorias) en los seis torneos del año.
Se ausentó del torneo de enero del 2010 en el décimo día después de dislocarse su dedo pulgar; ésta fue la primera ausentada de su carrera. Volvió fuertemente obteniendo tres resultados que ganó en los tres torneos siguientes, que lo enviaron a maegashira 1 este para el torneo de septiembre del 2010. Sin embargo, allí registró una desastrosa puntuación de 2 - 13.
Tokitenkū volvió al rango de komusubi en julio del 2013, por primera vez en 35 torneos, la segunda espera más larga en regresar al sanyaku después de que Aobajō tardara 47 torneos entre 1975 y 1983. Tokitenkū logró esto, a pesar de estar tan abajo en el grado de maegashira 8 este en mayo. Una serie de malos resultados descendieron a jūryō por primera vez desde el 2005, pero aseguró un regreso inmediato a makuuchi con un resultado de 10 - 5 en el rango de jūryō 3 este en marzo del 2014. Repitió este logro una vez más cuando fue descendido a jūryō en septiembre del 2014 y ganó el yūshō de jūryō para volver a makuuchi. En el 2015, completó dos torneos en makuuchi, volvió a jūryō en mayo y volvió a makuuchi un torneo más adelante. Después de dos make-koshi en julio y septiembre del 2015 se retiró del torneo de noviembre después de ser diagnosticado con leucemia. Habiendo entrado y salido del hospital desde octubre, también se retiró del torneo de enero del 2016 para discutir su futuro con su oyakata de su heya antes del torneo de primavera en Osaka. Después de su quinto torneo consecutivo ausente en julio del 2016, su rango en el banzuke había descendido a través de las divisiones no asalariadas hasta el nivel de sandanme 26 oeste.

## Retiro y muerte
La Asociación de Sumo del Japón anunció el 26 de agosto del 2016 que Tokitenkū se había retirado. Se había nacionalizado japonés y había obtenido el kabu de Magaki Yoshiaki (間垣 慶晃 en japonés) del ex yokozuna Wakanohana II, convirtiéndolo en el primer luchador de origen mongol en adquirir el derecho de permanecer con la Asociación de Sumo del Japón después de retirarse. Se hizo conocido como Magaki oyakata y trabajó como entrenador en la heya Tokitsukaze, el segundo luchador de origen mongol para permanecer como entrenador después de Kyokutenhō. Hablando de su condición, dijo que "con el tratamiento prolongado era difícil volver a la fuerza física y continuar el sumo". Recordó como su combate más memorable su victoria en el kettei-sen por el yūshō de sandanme en enero del 2003, contra su compañero de heya Toyonoshima. Tokitenkū murió el 31 de enero del 2017 a la edad de 37 años. Estaba confinado en su casa desde octubre, y fue incapaz de realizar sus deberes de oyakata en los torneos de noviembre del 2016 y enero del 2017.

## Estilo de lucha
Cuando comenzó su carrera en el sumo pesaba alrededor de 113 kg, pero ganó peso de forma constante y alcanzó unos 150 kg, promedio para la división superior. Favoreció un migi-yotsu agarrar el mawashi, con su mano izquierda afuera y su mano derecha dentro de los brazos de su oponente. Su kimarite ganador más común fue el yori-kiri, o fuerza fuera, aunque también se basó en técnicas desplegables como el hataki-komi y el hiki-otoshi. Le gustaba lanzar movimientos (nage). Era muy hábil en usar técnicas que tropezaban que había ganado de su experiencia en el judo, ganando 17 combates en su carrera por uchigake. También utilizó el extremadamente raro nimaigeri en once ocasiones, aunque no fue acreditado con este kimarite en makuuchi hasta mayo del 2011 en una victoria sobre Shōtenrō. También pareció utilizarlo para derrotar al ōzeki Kotoōshū en mayo del 2007, pero el kimarite fue dado como shitatenage en su lugar.

## Historial
| Año (Honbasho) | Hatsu Basho (enero) (ciudad de Tokio) | Haru Basho (marzo) (ciudad de Osaka) | Natsu Basho (mayo) (ciudad de Tokio) | Nagoya Basho (julio) (ciudad de Nagoya) | Aki Basho (septiembre) (ciudad de Tokio) | Kyushu Basho (noviembre) (ciudad de Fukuoka) | Victorias / Derrotas / Ausencias |
| 2002           | —                                     | —                                    | —                                    | Maezumo Hatsu Dohyō 0 - 0               | Jonokuchi 40 Oeste 7 - 0                 | Jonidan 30 Este 7 - 0                        | 14 - 0                           |
| 2003           | Sandanme 33 Oeste 7 - 0               | Makushita 22 Este 5 - 2              | Makushita 11 Este 4 - 3              | Makushita 6 Oeste 4 - 3                 | Makushita 4 Este 4 - 3                   | Makushita 1 Oeste 3 - 4                      | 27 - 15                          |
| 2004           | Makushita 3 Este 5 - 2                | Jūryō 11 Este 8 - 7                  | Jūryō 10 Oeste 12 - 3                | Maegashira 17 Este 6 - 9                | Jūryō 2 Oeste 9 - 6                      | Maegashira 15 Oeste 7 - 8                    | 47 - 35                          |
| 2005           | Maegashira 17 Oeste 6 - 9             | Jūryō 2 Oeste 10 - 5                 | Maegashira 15 Oeste 8 - 7            | Maegashira 12 Este 9 - 6                | Maegashira 6 Oeste 7 - 8                 | Maegashira 7 Oeste 10 - 5                    | 50 - 40                          |
| 2006           | Maegashira 1 Oeste 5 - 10             | Maegashira 6 Oeste 8 - 7             | Maegashira 4 Este 5 - 10             | Maegashira 8 Este 10 - 5                | Maegashira 2 Oeste 7 - 8                 | Maegashira 3 Este 9 - 6                      | 44 - 46                          |
| 2007           | Maegashira 2 Este 8 - 7               | Komusubi 1 Oeste 7 - 8               | Maegashira 1 Oeste 8 - 7             | Komusubi 1 Este 7 - 8                   | Maegashira 1 Este 6 - 9                  | Maegashira 3 Oeste 9 - 6                     | 45 - 45                          |
| 2008           | Maegashira 1 Oeste 6 - 9              | Maegashira 3 Este 7 - 8              | Maegashira 4 Este 6 - 9              | Maegashira 6 Oeste 7 - 8                | Maegashira 7 Oeste 6 - 9                 | Maegashira 9 Oeste 7 - 8                     | 39 - 51                          |
| 2009           | Maegashira 10 Este 9 - 6              | Maegashira 3 Oeste 5 - 10            | Maegashira 9 Este 7 - 8              | Maegashira 10 Oeste 9 - 6               | Maegashira 4 Oeste 8 - 7                 | Maegashira 2 Oeste 5 - 10                    | 43 - 47                          |
| 2010           | Maegashira 8 Este 5 - 5 - 5           | Maegashira 13 Este 10 - 5            | Maegashira 6 Este 8 - 7              | Maegashira 3 Oeste 8 - 7                | Maegashira 1 Este 2 - 13                 | Maegashira 11 Oeste 8 - 7                    | 41 - 44 - 5                      |
| 2011           | Maegashira 8 Oeste 6 - 9              | —                                    | Maegashira 13 Oeste 8 - 7            | Maegashira 7 Este 8 - 7                 | Maegashira 4 Oeste 6 - 9                 | Maegashira 7 Este 6 - 9                      | 34 - 41                          |
| 2012           | Maegashira 10 Este 11 - 4             | Maegashira 2 Este 3 - 12             | Maegashira 9 Este 7 - 8              | Maegashira 9 Oeste 9 - 6                | Maegashira 6 Este 6 - 9                  | Maegashira 8 Este 7 - 8                      | 43 - 47                          |
| 2013           | Maegashira 9 Este 10 - 5              | Maegashira 3 Este 5 - 10             | Maegashira 8 Este 10 - 5             | Komusubi 1 Oeste 4 - 11                 | Maegashira 5 Este 5 - 10                 | Maegashira 10 Este 6 - 9                     | 40 - 50                          |
| 2014           | Maegashira 13 Oeste 4 - 11            | Jūryō 3 Este 10 - 5                  | Maegashira 14 Oeste 7 - 8            | Maegashira 15 Oeste 7 - 8               | Maegashira 16 Este 6 - 9                 | Jūryō 1 Este 12 - 3                          | 46 - 44                          |
| 2015           | Maegashira 13 Oeste 9 - 6             | Maegashira 8 Oeste 3 - 12            | Jūryō 1 Este 10 - 5                  | Maegashira 11 Este 6 - 9                | Maegashira 13 Oeste 7 - 8                | Maegashira 14 Oeste 0 - 0 - 15               | 35 - 40 - 15                     |
| 2016           | Jūryō 9 Este 0 - 0 - 15               | Makushita 6 Oeste 0 - 0 - 7          | Makushita 46 Oeste 0 - 0 - 7         | Sandanme 26 Oeste 0 - 0 - 7             | Sandanme 87 Este 0 - 0 - 7               | —                                            | 0 - 0 - 43                       |